# جاك شالمرز
جاك شالمرز (بالإنجليزية: Jack Chalmers)‏ هو متركمج أسترالي، ولد في 11 مارس 1894 في ويلينغتون في نيوزيلندا، وتوفي في 29 مارس 1982 في Bondi Junction ‏ في أستراليا.